# Jakob Vogelsanger

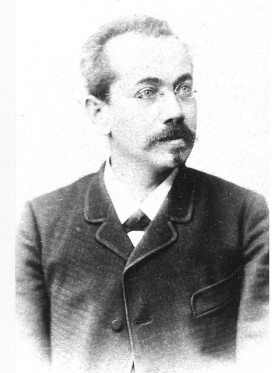
Jakob Vogelsanger

Jakob Vogelsanger (* 1. Juli 1849 in Beggingen; † 12. April 1923 in Zürich) war ein Schweizer Politiker (SP) und Journalist. Als erster Sozialdemokrat überhaupt gehörte er von 1890 bis 1905 dem Nationalrat an. Über zweieinhalb Jahrzehnte lang, von 1892 bis 1919, war er Stadtrat von Zürich.

## Biografie
Der Sohn eines Landwirts und Tagelöhners arbeitete in seiner Jugend als Gärtnergehilfe in Wollishofen. Seine Eltern waren vom Schaffhauser Dorf Beggingen auf der Suche nach Arbeit ins Zürcher Wollishofen gewandert. 1868 trat er dem Grütliverein bei. Ab 1868 war Vogelsanger in Bern als freier Mitarbeiter und ab 1870 Hilfsredaktor bei der Zeitung «Grütlianer» tätig, danach bis 1875 als Verlagsgehilfe. Von 1875 bis 1878 war er Redaktor des Grütlianers in Winterthur, danach bis 1892 dessen Hauptredaktor in Bern, Chur und Zürich. Als er in Chur lebte, gehörte er dort von 1881 bis 1890 dem Grossen Stadtrat (Legislative) an, ebenso präsidierte er die Bündner Sektion des Grütlivereins. 1891 übersiedelte er nach Oberstrass. Aufgrund der Fusion dieser Gemeinde mit der Stadt Zürich wurde Vogelsanger 1892 in den neunköpfigen Zürcher Stadtrat (Exekutive) gewählt. Er reorganisierte das Polizeiwesen und schuf die Amtsvormundschaft. Diese diente dem Schutz von Waisen und unehelichen Kindern.
Vogelsanger war eine der führenden Persönlichkeiten des Grütlivereins und gehörte dessen linken Flügel an. Dadurch bestanden Bindungen zur SP, der er später beitrat; er sympathisierte aber auch mit der demokratischen Bewegung. 1872 war er massgeblich an der Gründung der Grütli-Krankenkasse beteiligt (1995 in der heutigen Visana aufgegangen). Von 1892 bis 1905 sowie von 1907 bis 1911 war er im Kantonsrat des Kantons Zürich vertreten. Vogelsanger kandidierte 1884 und 1887 erfolglos als Nationalrat. Bei den Nationalratswahlen 1890 wurde er im Wahlkreis Zürich-Südwest als erster Sozialdemokrat der Schweiz gewählt. Nach den Wahlen 1896 wechselte er aufgrund von Differenzen zur sozialpolitischen Gruppe (Fraktion der Demokraten), 1899 trat er wieder für die SP an. Die parteiinternen Spannungen hielten weiter an, weshalb er 1905 nicht mehr als Kandidat nominiert wurde. Im Zürcher Stadtrat blieb er bis 1919.